# Lejb Goldberg
Lejb Goldberg (jiddisch גאָלדבערג לייב; russisch Лейб Гольдберг / Transkription: Leib Goldberg; wiss. Transliteration Lejb Gol'dberg; geb. 1892 in Brest-Litowsk, Gouvernement Grodno, Russisches Kaiserreich; gest. 1955 in Moskau, Sowjetunion) war ein russisch-sowjetischer Schriftsteller, Übersetzer und Journalist. Er schrieb auf Jiddisch und übersetzte aus dem Russischen ins Jiddische und umgekehrt. Er übersetzte klassische marxistische Autoren und Theoretiker ins Jiddische und  die Werke von Scholem Alejchem in die russische Sprache.

## Leben und Wirken
Lejb Goldberg wurde in Brest in eine Schriftstellerfamilie geboren. Sein Vater war Hebräischlehrer und Autor, und sein älterer Bruder war der Dichter Menachem Boreischo. Seine literarischen Aktivitäten begann er in Warschau.
Nach der Oktoberrevolution arbeitete er im Volkskommissariat für jüdische Angelegenheiten in Moskau und  für den jüdischen Wohlfahrtsverein Yidgezkom (oder Idgezkom / Идгезком = Idishe gezelshaftlekhe komitet = "Jüdisches Gesellschaftliches Komitee"). Während des Krieges nahm er an der Arbeit des Jüdischen Antifaschistischen Komitees teil. Er war Leiter des Emes-Verlages (Der Emes), eines zentralen Verlages für jiddische Publikationen, und veröffentlichte in der Zeitung Ejnikajt ("Einheit").
Ins Jiddische übersetzte er bereits früh Werke von Leo Tolstoi und Eliza Orzeszkowa (1842–1910), später Janusz Korczak, Pawel Blonski  (1884–1941), N. Lenin,  Josef Stalin, Nikolai Bucharin, Jemeljan Michailowitsch Jaroslawski, Karl Marx, Paul Lafargue, Guy de Maupassant und anderen. Ins Russische übersetzte neben den bereits erwähnten Werken von Scholem Alejchem auch Jizchok Leib Perez.
Für das Schwarzbuch über den Holocaust und die Verbrechen der Wehrmacht bereitete er zwei Schilderungen zum Druck vor.